# (32) Pomona
(32) Pomona és l'asteroide núm. 32 de la sèrie, descobert a París el 26 d'octubre del 1854 per en Hermann Mayer Salomon Goldschmidt. El seu nom és en honor de Pomona, deessa romana dels arbres fruiters.

## Observacions
L'astrònom aficionat australià Jonathan Bradshaw registrà una ocultació inusual de Pomona el 16 d'agost de 2008. La durada màxima prevista de l'ocultació era de 7,1 segons, però la gravació de vídeo mostra dos ocultacions per separat de la mateixa profunditat amb una durada d'1,2 segons, separats per 0,8 segons. Aquella durada converteix acords llargs en l'asteroide de 15 km, 10 km i 15 km - amb una longitud total de 40 km. El diàmetre mesurat per IRAS de Pomona és de 86,3 quilòmetres. L'explicació més probable per a aquesta observació és que l'asteroide és o binari (inclòs un binari de contacte), o és un asteroide unitari amb una regió còncava significativa en la seva superfície.